# Jataizinho
Jataizinho is een gemeente in de Braziliaanse deelstaat Paraná. De gemeente telt 11.604 inwoners (schatting 2009).

## Aangrenzende gemeenten
De gemeente grenst aan Assaí, Ibiporã, Rancho Alegre en Uraí.